# Victrix suffusa
Victrix suffusa är en fjärilsart som beskrevs av Roth. Victrix suffusa ingår i släktet Victrix och familjen nattflyn. Inga underarter finns listade i Catalogue of Life.